# Solenopsis balachowskyi
Solenopsis balachowskyi är en myrart som beskrevs av Bernard 1959. Solenopsis balachowskyi ingår i släktet eldmyror, och familjen myror. Inga underarter finns listade i Catalogue of Life.